# Żuja
Żuja (ros. Жуя) – rzeka w Rosji, w obwodzie irkuckim; lewy dopływ Czary. Długość 337 km; powierzchnia dorzecza 22 600 km².
Źródła w Górach Kropotkina, płynie w kierunku północno-wschodnim i wschodnim po Wyżynie Patomskiej; żeglowna w dolnym biegu.
Zamarza od października do maja; zasilanie deszczowo-śniegowe.